# Гурбанов, Ильгар Бахрам оглы
Ильга́р Бахрам оглы Гурба́нов (азерб. İlqar Qurbanov; род. 25 апреля 1986[…], Баку) — азербайджанский футболист, полузащитник и нападающий.
Двоюродный брат Вагифа Джавадова, сын Бахрама Гурбанова, в прошлом футболиста.

## Биография
Футболом начал заниматься в Азербайджане. С 2000 года играл в юношеской команде «Фенербахче», был капитаном команды. К сезону 2004/05 чувствовал, что перерос дубль и готов выступать в основной команде. Однако отношения с главным тренером Кристофом Даумом не сложились и Гурбанов вернулся в Азербайджан.
В 2004—2007 играл за Хазар-Ленкорань, провел 56 матчей и забил 6 голов. С 2007 снова в Турции, играл высшей лиге за «Сивасспор». В новой команде проявить себя не сумел, поскольку проиграл конкуренцию бомбардиру и капитану клуба Мехмету Али Куртулушу. Вскоре перешёл в клуб 1-й лиги Болуспор, где провел сезон 2008/09.
В сезоне 2009/10 играл за «Олимпик-Шувалан», а сезон 2010/11 начинал в клубе турецкой 1-й лиги Мерсин Идманюрду. Из последнего клуба ушёл по собственному желанию, поскольку начались финансовые неурядицы и организационный хаос в клубе.
С 11 января 2011 года права на игрока принадлежат клубу «Карабах», с которым был подписан контракт на полгода. Позже контракт был продлен.

## Национальная сборная
В 2004—2008 выступал за национальную сборную Азербайджана. Провел 29 матчей, забил 1 мяч.

## Достижения
- Чемпион Азербайджана: 2006/07 (в составе клуба «Хазар-Ленкорань»), 2013/14 (в составе клуба «Карабах»)
- Серебряный призёр чемпионата Азербайджана: 2004/05 (в составе клуба «Хазар-Ленкорань»)